# Synchronisation Symbole
Le synchronisation symbole est le mécanisme par lequel un système de réception numérique reconstruit une information numérique à partir du signal analogique reçu.
C'est souvent la première partie du traitement numérique du signal, juste après le front-end RF, et avant les opérations de synchronisation de symbole et de phase.

## Problématique
Le récepteur reçoit un signal analogique de la forme {\displaystyle s(t)=\sum _{k}{a[k]*f(t-kT)}^{}}
{\displaystyle s(t)} est le signal reçu, {\displaystyle f(t)} est le formant utilisé et {\displaystyle a[k]} le signal numérique transmis. 
Le but est de retrouver l'information numérique {\displaystyle a[k]}.
Cela est possible (voir critère de Nyquist) mais demande d'échantillonner le signal analogique reçu aux bons instants. Or, en télécommunications, il n'y a pas forcément de transfert d'horloge entre l'émetteur et le récepteur, il est donc nécessaire de reconstruire ce signal d'horloge à partir du signal analogique reçu.

## Structure
La structure généralement utilisée est celle d'un asservissement.
1. L'échantillonneur réalise l'échantillonnage à une période T, période qu'il reçoit en consigne.
2. L'estimateur donne une mesure de l'erreur sur l'instant d'échantillonnage.
3. l'asservissement permet généralement de réaliser un système d'ordre 2. Les paramètres choisis pour cet asservissement vont influer sur le jitter, et sur la tenue au bruit.

## Échantillonneur
L'échantillonnage doit se faire avec un sur-échantillonnage d'un facteur 2 au moins pour pouvoir mettre en œuvre les algorithmes de mesure.
Une implémentation classique est d'avoir un sur-échantillonnage important, et de choisir l'instant d'échantillonnage voulu par interpolation. Cela évite d'avoir à agir sur l'échantillonneur lui-même, souvent critique.